# 日本リージャス
日本リージャス株式会社（にほんリージャス、Regus Japan K.K.）は、ルクセンブルクに本社を置くリージャスグループの日本法人だった企業。
東京都新宿区に日本オフィスを置き、都内を中心に全国約48都市・185拠点（2024年3月現在）を展開している。世界だけでなく国内最大手のシェアオフィスサービス、レンタルオフィスプロバイダーである。

## 概要
英国人起業家マーク・ディクソンが1989年にベルギーの首都ブリュッセルへ出張した際、宿泊先のホテル以外に出張者が仕事をする場所があまりにも少ないという事実に着目する。そこで、ディクソンは、サービススタッフが常駐し、必要なときにいつでも使える環境が整備されたオフィススペースを、出張者をはじめ同様のニーズを持つ企業に提供するというビジネスモデルを着想し、同年4月、ブリュッセル市内に最初の「ビジネスセンター」を開設した。
リージャスはロンドン証券取引所に（RGU.L）に上場し、FTSE 250 Index銘柄であるロンドンで設立され、現在はルクセンブルクに本社を置き、「リージャスビジネスセンター」を世界で運営している。オフィスサービスを簡素化し、スペース的にもコンパクトな「オープンオフィス」というブランドは、日本だけで展開するブランドである。
2019年に貸会議室大手のティーケーピーが日本リージャスの全株式を取得し、完全子会社となった。
2022年12月に三菱地所が「リージャス」の日本事業をティーケーピーから買収すると発表した。